# Јирген Клинсман
Јирген Клинсман (рођен 30. јула 1964. у Гепингену) је бивши немачки фудбалер, а садашњи фудбалски тренер. Тренутно ради као селектор Јужне Кореје.

## Играчка каријера

### Клупска
Клинсман 1978. године постаје члан Штутгарт кикерса, где као кадет и омладинац проводи три године (1978–1981). Са 16 година је потписао професионални уговор. У првом тиму је био од 1981, али је стандардни члан прве поставе од сезоне 1982/83. За Кикерсе је одиграо 61 првенствени меч и постигао 22 гола.
Године 1984. је прешао у Штутгарт. Као играч овог клуба је изборио статус А репрезентативца, постигао је 79 голова на 156 првенствених мечева, али није освојио ниједан трофеј. Био је вицешампион Купа Немачке 1986, када је Штутгарт изгубио од Бајерна резултатом 5:2, а Клинсман дао последњи гол на мечу. У сезони 1987/88. је био најбољи стрелац Бундеслиге са 19 голова и освојио је награду за фудбалера године у Немачкој. Наредне сезоне је играо финале Купа УЕФА против Наполија, и поново изгубио.
У лето 1989. одлази у Италију и потписује трогодишњи уговор са миланским Интером, где се придружио двојици земљака - Андију Бремеу и Лотару Матеусу. За три године је постигао 40 голова на 123 меча (34 гола на 95 мечева Серије А). Освојио је Куп УЕФА 1991, као и Суперкуп Италије 1989.
Након Интера, Клинсман 1992. одлази у Монако и француску Лигу 1 (тада Прву дивизију). У првој сезони је био вицешампион Француске, а Клинсман је са 19 постигнутих голова био трећи стрелац лиге. У другој сезони екипа је догурала и до полуфинала Лиге шампиона, у ком су елиминисани од будућег првака Европе, екипе Милана (0:3). Клинсман је другу сезону завршио са 10 првенствених голова, био је други стрелац екипе, а освојио је и своју другу по реду награду за фудбалера године у Немачкој. За тим из Кнежевине је одиграо 65 првенствених мечева на којима је постигао 29 голова.
У лето 1994. одлази у Енглеску и потписује уговор са Тотенхемом. Са Тотенхемом је играо полуфинале ФА купа, када је постигао једини гол у поразу од Евертона (1:4), док је у Премијер лиги постигао 21 гол на 41 утакмици.
У лето 1995. се враћа у немачки фудбал и потписује за минхенски Бајерн. Две сезоне је провео у Баварској (1995–1997) и у обе је био најбољи стрелац екипе. Био је најбољи стрелац Купа УЕФА 1996, када је на 12 мечева дао 15 голова (тај рекорд је срушен тек 2011. од стране Радамела Фалкаа). Са Бајерном је освојио Куп УЕФА 1996, као и титулу шампиона Немачке 1997. године. За Бајерн је одиграо укупно 84 утакмице и постигао 48 голова (31 лигашки гол на 65 лигашких мечева).
У сезони 1997/98. одлази поново на Апенинско полуострво, где облачи дрес Сампдорије из Ђенове. Но, остао је само једну полусезону, током које је постигао два гола на осам утакмица Серије А, да би у зиму 1998. отишао на позајмицу у Тотенхем. Дошао је да помогне клубу у борби за опстанак, што је на крају и остварено. Постигао је девет голова на 15 утакмица, од чега чак четири у победи над Вимблдоном (6:2).

### Репрезентативна
Клинсман је своју земљу представљао још од млађих узраста. Три пута је облачио дрес репрезентације Западне Немачке до 16 година (1980–1981). Млади репрезентативац је био од 1984. до 1985. године. У том периоду је одиграо осам мечева и постигао три гола.
Као првотимац Штутгарта стекао је статус олимпијског репрезентативца (1987–1988). Учествовао је на Олимпијским играма 1988. године у Сеулу. Био је стандардни члан прве поставе која је освојила бронзану медаљу (стартер без замене на свих шест мечева).
За А репрезентацију Западне Немачке дебитовао је 12. децембра 1987. године  против Бразила (1:1), а први гол је постигао 27. априла 1988. у мечу са Швајцарском (1:0). Играо је на три европска (1988. – треће место, 1992. – вицешампион Европе, 1996. – шампион Европе; капитен тима и члан идеалне поставе) и три светска првенства (1990. – шампион света и члан идеалне поставе, 1994. – четвртфинале, 1998. – четвртфинале; капитен тима). На шампионатима света је одиграо 17 утакмица и постигао укупно 11 голова, што га чини трећим најефикаснијим Немцем, после Мирослава Клосеа и Герда Милера. Уједно је први фудбалер који је постигао голове на три различита европска првенства.
Одиграо је укупно 108 утакмица за Немачку и постигао 47 голова. Последњу је одиграо 4. јула 1998. године у четвртфиналу СП против Хрватске (0:3), док је последњи гол дао Мексику (2:1) на истом такмичењу, 29. јуна 1998. године.

## Тренерска каријера
У јулу 2004. је постављен за селектора репрезентације Немачке. Водио је репрезентацију Немачке до трећег места на Светском првенству 2006, након чега је у јулу 2006. одлучио да се повуче са селекторске функције.
У лето 2008. је постао тренер Бајерна из Минхена пошто је ранији тренер тог клуба Отмар Хицфелд преузео место селектора Швајцарске. На клупи Бајерна се задржао до 27. априла 2009. када је добио отказ након што челници клуба нису били задовољни резултатима. У моменту Клинсмановог отказа Бајерн је био трећи у Бундеслиги, испали су из Купа, док су у Лиги шампиона успели да стигну до првог четвртфинала после осам година али су тамо лако елиминисани од Барселоне (0:4, 1:1).
Крајем јула 2011. Клинсман је именован за селектора репрезентације САД. Под Клинсмановим вођством репрезентација САД је освојила Голд куп 2013, пласирала се у осмину финала Светског првенства 2014, где су их зауставили Белгијанци. Такође, Американци су се као гости пласирали у полуфинале Копа Америка, где их је декласирала Аргентина 4:0, а потом их надиграла и Колумбија у борби за треће место. С друге стране, на Голд купу 2015. изгубили су у полуфиналу од Јамајке, а потом их је Мексико избацио у плеј-офу за пласман на ФИФА Куп конфедерација 2017. године. На месту селектора САД, Клинсман је био до 21. новембра 2016. када је смењен након неколико лоших резултата који су кулминирали поразима од Мексика (2:1) и Костарике (4:0) у квалификацијама за Светско првенство 2018.
Крајем новембра 2019. је постављен за тренера Херте из Берлина, а на клупи овог клуба је био до 11. фебруара 2020, када подноси оставку. Клинсман је као тренер Херте добио само три од десет утакмица које је водио, а оставио је тим на 14. месту на табели, шест бодова испред Фортуне, првог клуба у зони испадања.

## Успеси

### Као играч
Интер
- Суперкуп Италије (1) : 1989.
- Куп УЕФА (1) : 1990/91.

Бајерн Минхен
- Куп УЕФА (1) : 1995/96.
- Бундеслига (1) : 1996/97.

Репрезентација
- Светско првенство (1) : 1990.
- Европско првенство (1) : 1996, финале 1992
- Летње олимпијске игре : бронза 1988.
- Куп Сједињених Држава (1) : 1993.

Индивидуално
- Најбољи стрелац Бундеслиге : 1987/88.[21]
- Најбољи играч Западне Немачке : 1988.[22]
- Браво Ото - сребрна награда : 1988, 1990.
- Најбољи тим Светског првенства : 1990.
- Најбољи Немачки фудбалер : 1994.[22]
- Играч месеца Премијер лиге : август 1994.
- Најбољи фудбалер Тотенхема : 1994.

### Као тренер
Репрезентација Немачке
- Светско првенство : треће место 2006.
- Куп конфедерација : треће место 2005.

Репрезентација Сједињених Америчких Држава
- КОНКАКАФ златни куп : 2013.

Индивидуално
- Најбољи немачки тренер : 2006.[23]
- Најбољи тренер КОНКАКАФА : 2013.[24]